# Charles Townshend, 2:e viscount Townshend

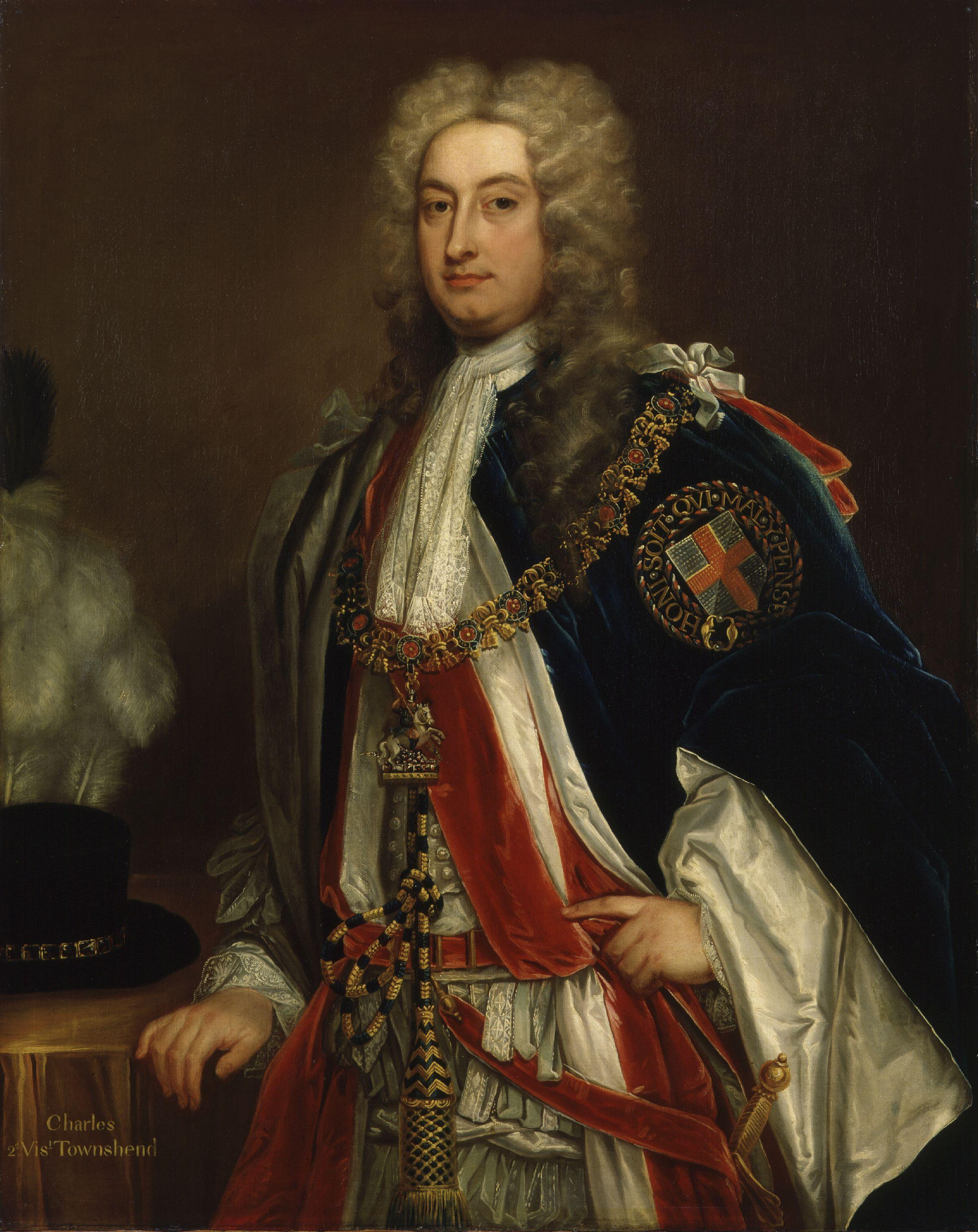
Charles Townshend, 2:e viscount Townshend, porträtterad av sir Godfrey Kneller.

Charles Townshend, 2:e viscount Townshend, född den 18 april 1674, död den 21 juni 1738, var en engelsk statsman, farfar till George, Charles och Thomas Townshend.
Townshend var son till en ivrig tory samt själv i början tory, men blev sedermera ivrig whig. År 1707 blev han medlem av Privy council och kapten vid drottning Annas livgarde. Han var engelsk ambassadör vid kongressen i Haag 1709-11, men måste avgå från alla sina ämbeten, sedan Godolphins ministär störtats och tory-partiet kommit till makten.
Efter hannoverska dynastins regeringstillträde (1714) blev Townshend, barriärtraktatens upphovsman, statssekreterare (efter Bolingbroke) och var i början en inflytelserik medlem i Georg I:s kabinett, verkade för fredlig utrikespolitik och slöt försvarsförbund med kejsaren och Frankrike. 
Men Sunderland intalade snart konungen, att Townshend intrigerade med prinsen av Wales, och Georg avskedade honom i december 1716, men utnämnde honom redan i januari 1717 till lordlöjtnant av Irland. Townshend avgick redan i april samma år från denna post.
År 1720 återinträdde han i ministären som president i Privy council och blev i februari 1721 förste statssekreterare. Som sådan ingick han med Frankrike och Preussen 1725 den så kallade Hannoverska alliansen och bidrog 1729 väsentligen till fördraget i Sevilla. 
Slutligen råkade han i oenighet med sin svåger Walpole, som var förste skattkammarlord och skattkammarkansler samt med åren blivit ministärens inflytelserikaste ledamot. Townshend avgick den 15 maj 1730 och ägnade sig under sina sista år åt jordbruk. Han var, av samtidas vittnesbörd att döma, en av sin tids redbaraste statsmän.